# سورا توكوي
سورا توكوي (徳井青空 توكوي سورا) هي ممثلة يابانية ولدت في 26 ديسمبر 1989 في ميناميبوسو، تشيبا.

## أدوارها في الأنمي

### مسلسلات أنمي تلفزيونية
- أوبرا المحققين ميلكي هولمز - نيرو يوزوريزاكي
- أوبرا المحققين ميلكي هولمز الجزء الثاني - نيرو يوزوريزاكي
- نحن الاثنان ميلكي هولمز - نيرو يوزوريزاكي
- أوبرا المحققين ميلكي هولمز TD - نيرو يوزوريزاكي
- لاف لايف! - نيكو يازاوا
- غارغانتيا في الكوكب الأخضر - مايتا
- Little Busters! - ساسامي ساساسيغاوا
- روبوتكس;نوتس - جونا دايتوكو
- الشمس التي تخترق الأوهام - لونا تسوكويومي
- روبوتيز: نوت - جونا دايتوكو

### أفلام أنمي
- لاف لايف! ذا سكول آيدول موفي - نيكو يازاوا

## أدوارها في ألعاب الفيديو
- دانغانرونبا V3: كيلينغ هارموني - تينكو تشاباشيرا

## أدوارها في الدبلجة اليابانية
- ماي ليتل بوني: فرندشيب إز ماجيك - أبلجاك

## وصلات خارجية
- سورا توكوي على موقع IMDb (الإنجليزية)
- سورا توكوي على موقع ميوزك برينز (الإنجليزية)
- سورا توكوي على موقع ديسكوغز (الإنجليزية)
- سورا توكوي على موقع قاعدة بيانات الفيلم (الإنجليزية)
- سورا توكوي على موقع ANN person (الإنجليزية)